# Acquasanta (torrente)
L'Acquasanta è un torrente della Liguria, tributario del Leira, del quale è il maggiore ramo sorgentizio.

## Percorso
Il torrente Acquasanta propriamente detto nasce a Baiarda dalla confluenza del rio Martino con il rio Baiardetta. Di qui dirigendosi verso sud passa nei pressi dell'omonimo centro abitato, dove riceve da sinistra le acque del rio Condotti. Deviando verso est va ad intercettare il contributo idrico del suo principale affluente, il torrente Ceresolo. Segue un tratto orientato di nuovo decisamente verso sud quindi, deviando ancora ad est, passa a valle del centro di Mele e confluendo con il Gorsexio a circa 37 metri di quota va a formare il torrente Leira.
Il bacino del torrente ricade nei comuni di Mele e di Genova; il suo corso segna per un buon tratto il confine tra i due comuni.

## Affluenti
- Destra idrografica:

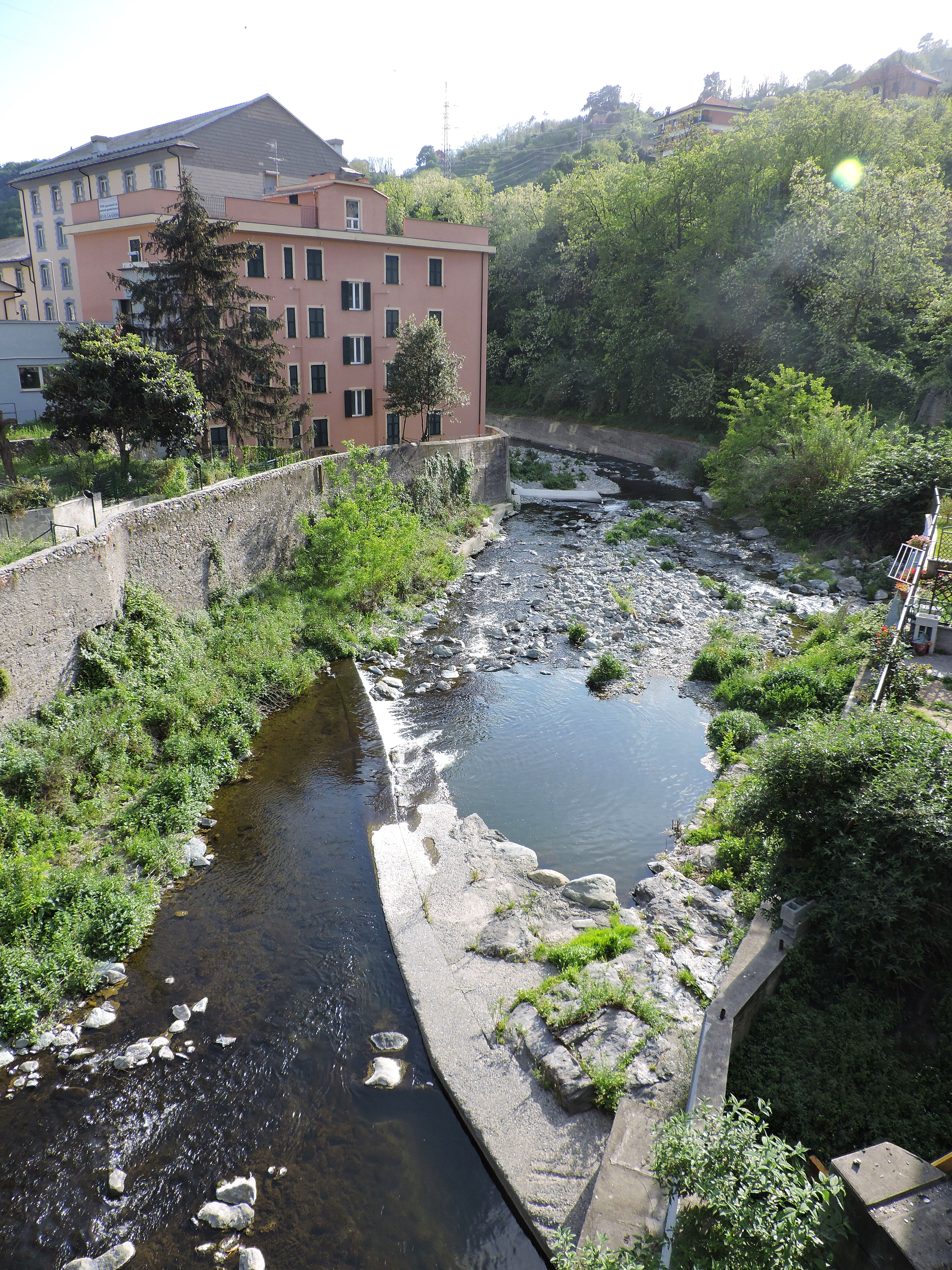
Una briglia poco a monte della confluenza con il Gorsexio

  - rio Martino:nasce dalle pendici occidentali del monte Penello e dopo un breve tratto verso ovest piega verso sud e, ruotando il proprio corso verso sud, in località Baiarda va a confluire con il rio Baiardetta dando origine all'Acquasanta;
  - torrente Ceresolo (bacino: 5 km²[1]): nasce poco ad est del passo del Turchino e con percorso nord-sud va a gettarsi nell'Acquasanta presso Biscaccia.
- Sinistra idrografica:
  - rio Baiardetta: nasce dalle pendici meridionali del monte Penello e rappresenta uno dei due rami sorgentizi dell'Acquasanta;
  - rio Condotti: raggiunge il torrente nel centro di Acquasanta dopo avere lambito la stazione di Genova Acquasanta (ferrovia Asti-Genova).

## Regime
Il torrente è esondato varie volte facendo danni anche molto gravi. Ad esempio la sua piena dell'ottobre del 1970, assieme a quella degli altri affluenti del Leira, causò la morte di 14 persone e tra la distruzione di molti edifici e infrastrutture tra le quali il viadotto ferroviario della linea Genova-Ventimiglia.

## Storia
Le acque del torrente furono per secoli sfruttate dalle cartiere dislocate sul fondovalle dell'Acquasanta; a tale attività è stato dedicato il Museo della Carta di Acquasanta